# All-Star Game da NBA de 1954
O All-Star Game da NBA de 1954 foi o quarto NBA All-Star Game, disputado no Madison Square Garden em Nova Iorque, Nova Iorque, no dia 21 de janeiro de 1954. Bob Cousy, do Boston Celtics, recebeu o prêmio de MVP do jogo. A Conferência Leste foi a vencedora, por 98 a 93.

## Conferência Leste
Treinador: Joe Lapchick, New York Knicks
| Jogador        | Time                  | MIN | AA | AT | TLA | TLT | REB | ASS | FC | PTS |
| -------------- | --------------------- | --- | -- | -- | --- | --- | --- | --- | -- | --- |
| Bob Cousy      | Boston Celtics        | 34  | 6  | 15 | 8   | 8   | 11  | 4   | 1  | 20  |
| Ray Felix      | Baltimore Bullets     | 32  | 4  | 8  | 5   | 5   | 11  | 1   | 4  | 13  |
| Ed Macauley    | Boston Celtics        | 25  | 4  | 11 | 5   | 6   | 1   | 3   | 2  | 13  |
| Dolph Schayes  | Syracuse Nationals    | 24  | 1  | 3  | 4   | 6   | 12  | 1   | 1  | 6   |
| Dick McGuire   | New York Knicks       | 24  | 2  | 5  | 0   | 0   | 4   | 2   | 1  | 4   |
| Bill Sharman   | Boston Celtics        | 30  | 6  | 9  | 2   | 4   | 2   | 3   | 3  | 14  |
| Carl Braun     | New York Knicks       | 29  | 4  | 8  | 1   | 1   | 4   | 2   | 3  | 9   |
| Harry Gallatin | New York Knicks       | 28  | 0  | 2  | 5   | 6   | 18  | 3   | 0  | 5   |
| Neil Johnston  | Philadelphia Warriors | 20  | 2  | 9  | 2   | 4   | 7   | 2   | 1  | 6   |
| Paul Seymour   | Syracuse Nationals    | 19  | 2  | 6  | 4   | 4   | 1   | 3   | 2  | 8   |
| Total          |                       | 265 | 31 | 76 | 36  | 44  | 71  | 24  | 18 | 98  |

## Conferência Oeste
Treinador: John Kundla, Minneapolis Lakers
| Jogador        | Time               | MIN | AA | AT  | TLA | TLT | REB | ASS | FC | PTS |
| -------------- | ------------------ | --- | -- | --- | --- | --- | --- | --- | -- | --- |
| Jim Pollard    | Minneapolis Lakers | 41  | 10 | 22  | 3   | 5   | 3   | 3   | 3  | 23  |
| Bobby Wanzer   | Rochester Royals   | 36  | 5  | 13  | 2   | 3   | 2   | 6   | 6  | 12  |
| George Mikan   | Minneapolis Lakers | 31  | 6  | 18  | 6   | 8   | 9   | 1   | 5  | 18  |
| Mel Hutchins   | Milwaukee Hawks    | 31  | 1  | 8   | 1   | 2   | 4   | 2   | 5  | 3   |
| Slater Martin  | Minneapolis Lakers | 23  | 1  | 5   | 0   | 0   | 0   | 3   | 3  | 2   |
| Bob Davies     | Rochester Royals   | 31  | 8  | 16  | 2   | 3   | 5   | 5   | 4  | 18  |
| Larry Foust    | Fort Wayne Pistons | 27  | 1  | 9   | 1   | 1   | 15  | 0   | 1  | 3   |
| Arnie Risen    | Rochester Royals   | 20  | 4  | 10  | 0   | 1   | 7   | 0   | 5  | 8   |
| Andy Phillip   | Fort Wayne Pistons | 19  | 1  | 4   | 0   | 1   | 3   | 3   | 1  | 2   |
| Don Sunderlage | Milwaukee Hawks    | 6   | 1  | 2   | 2   | 2   | 0   | 1   | 1  | 4   |
| Total          |                    | 265 | 38 | 107 | 17  | 26  | 48  | 24  | 34 | 93  |